# 孤岛惊魂 (2011年电影)
《孤岛惊魂》，原名《夺命孤岛》，是一部2011年上映、中国大陆和香港合拍的恐怖电影，由西安美亚文化传播有限公司和北京东方画面影视文化有限公司联合出品，美亚华天下电影发行有限公司和东方画面联合发行。该片由香港导演钟继昌执导，陈小春和杨幂领衔主演，讲述了八名青年男女受一位富豪邀请，前往一座孤岛参加一场生存竞赛，不料途中却遭遇翻船，众人被困岛上，随着队友们纷纷离奇死去，整个岛屿笼罩在一片恐怖气氛之中。
本片于2010年3月底在广东中山开机拍摄，同年4月26日凌晨杀青关机。2011年7月7日、7月8日，影片先后在香港和中国大陆两地正式公映。
由于影片上映后收获了超高票房，片方于2012年拍摄了续作《孤岛惊魂2》，两片虽同为恐怖片题材，但在具体情节和人物角色上完全没有关联，主演阵容也完全不同。

## 演员表
| 演員                          | 角色            |
| 陈小春                        | 彭非            |
| 杨幂 1986/9/12/33歲三圍32D    | 沈依琳/彭非母亲 |
| 叶山豪                        | 加腾正宏        |
| 蔡淑臻 1975/3/14/44歲三圍34D  | 关至纯          |
| 黄又南                        | 张小龙          |
| 安雅 1977/2/17/43歲三圍32C    | 陈亮亮          |
| 徐天佑                        | 石南            |
| 李曼筠 1988/6/24/31歲三圍33D  | Tina            |
| 谭俊彦                        | 阿Ken           |
| 徐自贤 1985/12/26/34歲三圍32D | Stanley         |

## 票房与影响
本片在中国大陆上映初口碑不佳，首周三天票房为2581万元，但随后票房持续走高，最终累计近9000万元人民币，创造了当时国产恐怖片的最高票房纪录，并催生了“粉丝电影”的概念。该纪录其后被2014年上映的《京城81号》打破。

## 獎項
| 頒獎典禮               | 獎項                 | 名字 | 結果 |
| ---------------------- | -------------------- | ---- | ---- |
| 第12屆華語電影傳媒大獎 | 觀眾票選最受矚目表現 | 楊冪 | 提名 |